# Elixer (boek)
Elixer is het derde deel uit de boekenreeks Septimus Heap, geschreven door Angie Sage. Physik kwam in maart 2007 uit in het oorspronkelijke Engels onder de titel Physik en in november 2009 in Nederlandse vertaling als Elixer.

## Inhoud
Silas Heap en Gringe, de Poortwachter, doen een Verzegelde kamer open, waardoor de geest van Koningin Gruwalda kan ontsnappen. Vanaf dan teistert een vreselijke Siecte de Burcht. Alther vraagt Septimus met hem mee te vliegen (door de Vlughtamulet) naar de herberg Het Gat In De Muur. Daar ontmoet Septimus Gruwalda. Ze zegt hem dat hij later naar de slotgracht moet gaan. Daar komt Septimus in het water terecht. Hij ontwaakt in het Paleis, waar Jenna zich over hem heeft ontfermt. Zij heeft ook met de Koningin kennisgemaakt. Septimus moet van Gruwalda in een spiegel kijken, waar je langs de Koninginnenkamer bij komt. Daar trekt Marcellus Pye, de Laatste Alchemist, hem door de spiegel. Septimus belandt 500 jaar terug in de tijd, de tijd van Marcellus en Gruwalda. Hij moet voor Marcellus een Levenelixer maken. Jenna en Nicko zijn ondertussen aan het proberen ook naar Septimus toe te gaan. Samen met een Handelaarster uit het Hoge Noorden, Snorri Snorrelssen, en Alther Mella gaan ze naar de Haven. Daar komen ze terecht in Pakhuis 9, van de grote liefde van Alther, de douanier Alice Nettles. In het pakhuis vinden ze eenzelfde spiegel als die waar Septimus is door verdwenen. Jenna, Nicko en Snorri komen ook 500 jaar in het verleden terecht. Jenna raakt gescheiden van Nicko en Snorri, en komt in het Paleis terecht, waar iedereen denkt dat ze de verdronken gewaande Prinses Esmeralda is. Op het feest ter ere van de terugkeer van 'Esmeralda' ontmoet Jenna Septimus. Samen vluchten ze met Nicko en Snorri, die ze tegenkomen, en komen in de Grote Zaal der Alchemie en Geneesconst uit, waar de Grote Deuren des Tijds zijn. Daar moeten ze door. Snorri raakt Ullr, haar kat (die 's nachts veranderd in een panter), kwijt, en gaat hem samen met Nicko zoeken. Daardoor moeten Septimus en Jenna alleen door de Deuren. Dat mag van Marcellus Pye. Septimus belooft hem dat hij het Levenselixer zal maken, want aangezien Marcellus eigenlijk toch niet kan sterven, kan hij ook over 500 jaar maken. Terug in de Burcht, 500 jaar later, worden ze opgehaald door Marcia. Septimus maakt een geneesmiddel tegen de Siecte, zodat iedereen beter wordt. Dan willen ze het portret van Gruwalda verbranden, zodat die nooit meer terug kan komen. Snorri kan dan in het verleden door de ogen van Ullr - die nog mee door de Deuren is gegaan - zien dat Gruwalda een aanslag beraamt op Jenna. Ze wil haar vermoorden met het pistool en de kogel waar J.P. in gegraveerd staat (pistool van de Sluipmoordenares in Boek 1). Alice kan dat nog net voorkomen, maar wordt zelf neergeschoten. Het is waar een kogel met de initialen van het slachtoffer altijd doel treft, want eigenlijk waren de initialen van Alice J.P. Dan verdwijnt Gruwalda in het Vuer van de Brantstapel. Later zegt Septimus tegen Marcia dat hij wil gaan vissen. Hij bedoelt daarmee dat hij het Elixer voor Marcellus gaat maken, zodat hij zijn Vlughtamulet terugkrijgt van de Laatste Alchemist.

## Schrijfwijze, vetgedrukte woorden en woorden met hoofdletters
De boeken van Septimus Heap zijn wat anders dan andere boeken. Alle woorden die met Magiek te maken hebben, zijn vetgedrukt en met een Hoofdletter. Dat is om aan te geven dat het met Magiek te maken heeft. Een tweede punt is dat alle woorden die in verband staan met Magiek, Alchemie en Geneesconst op een andere wijze zijn geschreven. Als voorbeeld nemen we het woord 'Magiek'. Magiek wordt al in het vet en met hoofdletter geschreven. 'Magiek' in gewoon Nederlands is eigenlijk 'magie', en in het Engels 'magic'. Angie Sage heeft zich laten inspireren door de oude Engelse schrijfwijze. 'Magic' schreef men vroeger anders: 'magyck'. De schrijfster heeft zich daar door laten inspireren en 'magyck' naar 'Magyk' laten veranderen. Daardoor is ook in de Nederlandse versie 'Magyk' naar 'Magiek' verandert, in plaats van de normale schrijfwijze.

## Nieuwe personages
- Snorri Snorrelssen: Handelaarster uit het Verre Noorden, vriendin van Nicko
- Koningin Gruwalda: over(16x)grootmoeder van Jenna, Koningin van 500 jaar geleden
- Marcellus Pye: de Laatste Alchemist, zoekt naar het Levenselixer
- Jillie Djinn: Opperste Geheimwachter van het Manuscriptorium

Magiek (2005) · Vlught (2006) · Elixer (2007) · Queeste (2008) · Sirene (2009) · Duyster (2011) · Vuer (2013)

Lijst van personages